# Sucre roux de canne
Cassonade (France)
Pour les articles homonymes, voir Cassonade.
Ne doit pas être confondu avec la Vergeoise qui est appelée cassonade hors de France et dans le nord de la France.
 (juin 2022).
Si vous disposez d'ouvrages ou d'articles de référence ou si vous connaissez des sites web de qualité traitant du thème abordé ici, merci de compléter l'article en donnant les références utiles à sa vérifiabilité et en les liant à la section « Notes et références ».

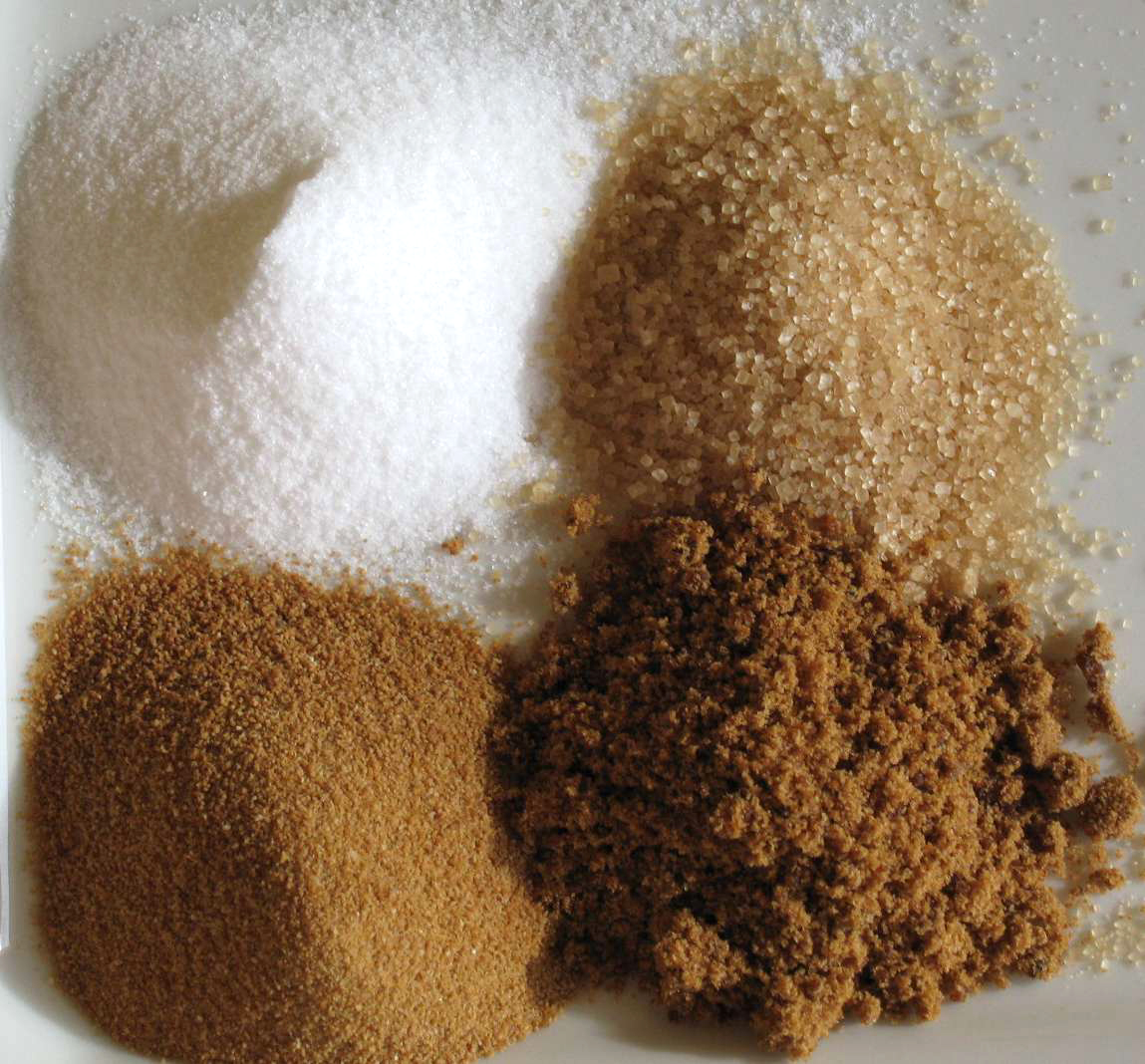
De gauche à droite et de haut en bas : sucre blanc, sucre roux de canne, sucre de canne complet ou rapadura, vergeoise.

Le sucre roux de canne ou cassonade est un sucre roux extrait de la canne à sucre. En France, c'est le terme cassonade qui est le plus souvent utilisé. Hors de France, notamment en Belgique, ainsi que dans le nord de la France, ce sucre est appelé sucre de canne, sucre roux ou sucre roux de canne,  alors que le terme cassonade y désigne un sucre non raffiné, qui peut être issu de la betterave sucrière aussi bien que de la canne à sucre, c'est-à-dire ce qui est appelé vergeoise en France. 

## Description
C’est le sucre brut de canne ; la cassonade est obtenue par cristallisation du sirop de batterie, ce dernier étant issu du jus de canne ou vesou par évaporation. 
Sa saveur la rend particulièrement indiquée pour certains gâteaux. 
Dans certaines recettes d'Asie du Sud-Est, la cassonade peut être utilisée en remplacement du sucre de palme.

## Histoire
La culture de la canne à sucre apparaît avant le troisième millénaire avant notre ère en Nouvelle-Guinée ; sa culture passe progressivement vers l'Indonésie puis le sous-continent indien. L'amiral d'Alexandre le Grand, Néarque en parle dans sa correspondance en qualifiant le sucre de « miel de roseau » ; l'appellation sakaron en grec vient d'un mot sanskrit qui signifie gravier, aspect que prend le sucre cristallisé[réf. nécessaire]. 

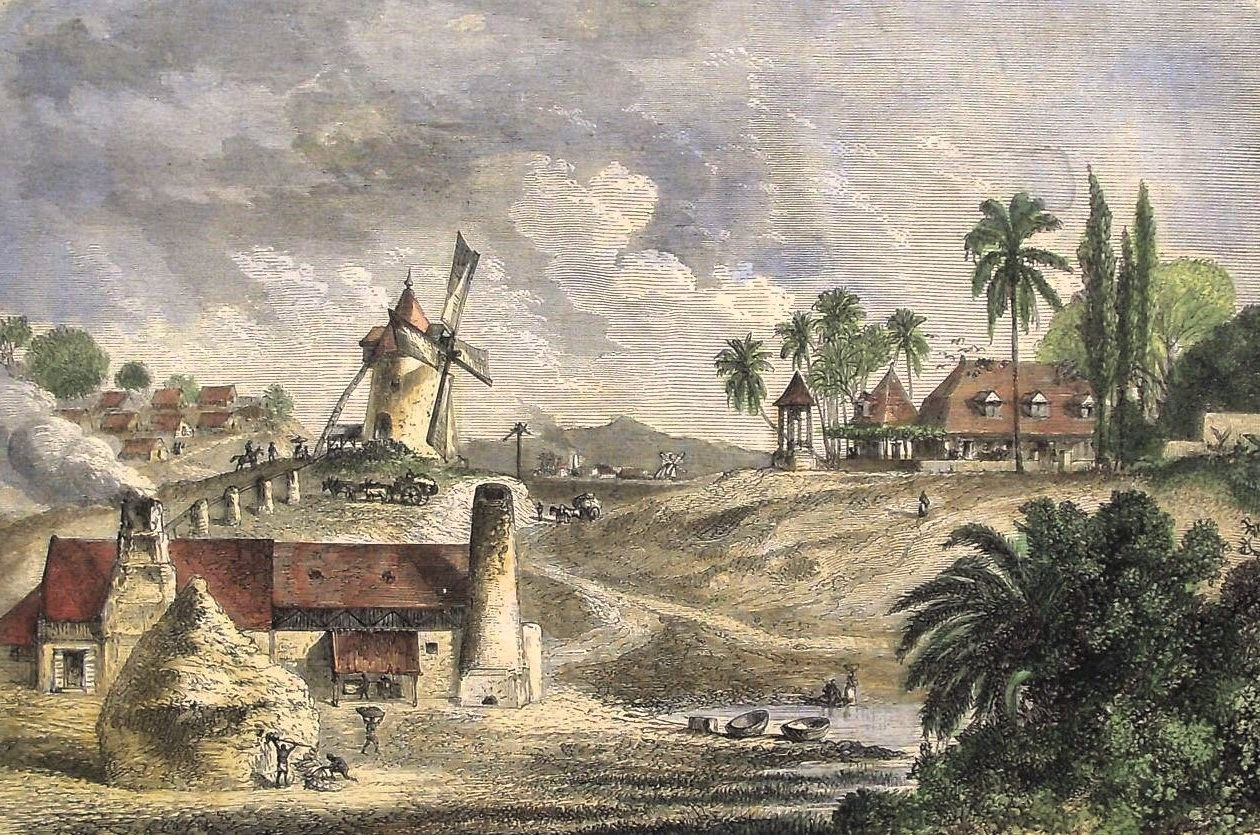
Esclaves travaillant dans une « habitation » sucrière en Guadeloupe au milieu du XIXe siècle.

Les Croisades permettent la commercialisation du sucre de canne par Venise dès le XIIIe siècle et sa culture apparaît alors dans le sud de l'Espagne et aux Canaries, avant de connaître son heure de gloire en Amérique et aux Antilles. Son exploitation provoque une extension massive de l'esclavage d'origine africaine sur tout le continent américain. 
La France, grâce aux Isles à Sucre (Saint-Domingue, Martinique, Guadeloupe), devient au XVIIIe siècle, le premier producteur mondial de sucre de canne. Cette domination sera en partie à l'origine de la Troisième Guerre de Cent Ans, qui va de 1688 à 1815, entre la France et la Grande-Bretagne. Le Blocus Continental de Napoléon, qui interrompt les importations de sucre de canne vers la France, provoque la forte explosion d'un produit de substitution, le sucre de betterave.
L'occupation des zones betteravières pendant la Première Guerre mondiale par l'armée allemande provoque une forte hausse des cours du sucre de canne et une relance de la production ; la destruction des usines maintiennent les cours élevés jusqu'en 1933. Le même phénomène se produit entre 1939 et 1945, ce qui relance la production pendant 15 ans[réf. nécessaire].